# Praealticus labrovittatus
Praealticus labrovittatus är en fiskart som beskrevs av Hans Bath 1992. Praealticus labrovittatus ingår i släktet Praealticus och familjen Blenniidae. Inga underarter finns listade i Catalogue of Life.